# Oddur Björnsson
Oddur Björnsson (* 25. Oktober 1932 auf dem Hof Ásar in der damaligen Landgemeinde Skaftártunguhreppur, heute Skaftárhreppur; † 21. November 2011 in Reykjavík) war ein isländischer Dramatiker und Theaterregisseur.

## Leben und Werk
Bereits Oddurs Vater, der lutherische Pfarrer Björn O. Björnsson (1895–1975), trat als produktiver Schriftsteller und Übersetzer hervor (unter anderem übersetzte er Götter, Gräber und Gelehrte von C. W. Ceram aus dem Deutschen ins Isländische). Als Sohn von Björn und dessen Ehefrau Guðríður Vigfúsdóttir (1901–1973) wurde Oddur 1932 auf dem Hof Ásar in Südisland geboren.
Nach seinem Abitur am Gymnasium (isl. Menntaskólinn) von Akureyri studierte Oddur von 1954 bis 1956 Theaterwissenschaft an der Universität Wien. Nach seiner Rückkehr nach Island arbeitete er zunächst in Reykjavík als Bibliothekar in der Stadtbibliothek und als Lehrer an der Gewerbeschule.
Zu seiner Haupttätigkeit entwickelte sich sein Engagement im dramatischen Bereich als Autor und Regisseur. Viele Jahre war er für das Isländische Nationaltheater tätig; von 1978 bis 1980 war Oddur Intendant des Theaters von Akureyri (Leikfélag Akureyrar). Oddur Björnsson hat etwa vierzig Theaterstücke geschrieben und gilt als einer der Pioniere des modernen Theaters in Island. Der isländische Schriftsteller Örnólfur Árnason, der mit Oddur befreundet war, bezeichnete seine frühen Stücke, dem absurden Theater zugerechnete kurze Satiren und Fantasien wie Amalía, Kóngulóin („Die Spinne“) und Partí („Party“) als „bahnbrechende Werke“ (tímamótaverkum). Später wurden größer angelegte Stücke von Oddur Björnsson am Nationaltheater aufgeführt. Darüber hinaus schrieb er Dutzende von Werken für Radio und Fernsehen, veröffentlichte den Kurzroman Kvörnin („Die Mühle“, 1967) sowie ein Kinderbuch und illustrierte Kinderbücher seines Bruders Vigfús Björnsson, der unter dem Pseudonym Gestur Hannson publizierte.

## Familie
Oddur Björnsson war zweimal verheiratet, beide Ehen wurden geschieden. Eines der beiden Kinder, die aus der ersten Ehe hervorgingen, ist der Regisseur, Drehbuchautor, Filmproduzent und Musiker Hilmar Oddsson. Hilmars Tochter ist unter dem Künstlernamen Hera Hilmar als Schauspielerin aktiv.